# 日本補綴歯科学会
公益社団法人日本補綴歯科学会（にほんほてつしかがっかい、Japan Prosthodontic Society;JPS）とは、歯科補綴学を中心とした学問を取り扱う専門学術団体の一つである。日本歯科医学会の専門分科会。

## 概要
1933年に設立された。2019年11月20日現在、会員数6,945名。2020年現在、理事長は大川周治。

## 総会
- 年1回

## 本部事務局
- 〒105-0014　東京都港区芝2-29-11 高浦ビル4階.

## 支部
- 東北・北海道支部
- 東関東支部
- 西関東支部
- 東京支部
- 関越支部
- 東海支部
- 関西支部
- 中国・四国支部
- 九州支部

## 学会誌
- Journal of Prosthodontic Research （旧日本歯科補綴学会雑誌） （年4回）ISSN 1883-1958 ISSN 1883-9207(online)
- 日本歯科補綴学会誌(Annals of Japan Prosthodontic Society)（年4回）ISSN 1883-4426 ISSN 1883-6860(online)

## 専門認定
- 歯科医師
  - 日本補綴歯科学会専門医 2012年12月1日現在1,143名[1]
  - 日本補綴歯科学会指導医 2012年12月1日現在685名[1]
- 研修施設
  - 日本補綴歯科学会認定研修施設 2012年12月1日現在99ヶ所[1]

## 大会等
| 年     | 月日           | 名称                                                                   | 会長       | 会場                                  | テーマ                                                              | 参加者数  | 備考                                          |
| ------ | -------------- | ---------------------------------------------------------------------- | ---------- | ------------------------------------- | ------------------------------------------------------------------- | --------- | --------------------------------------------- |
| 2007年 | 5月18日 - 20日 | 国際補綴歯科学会神戸2007 （日本補綴歯科学会第116回学術大会）           | 井上宏     | ポートピアホテル                      |                                                                     | 約2,500名 | 第5回アジア補綴歯科学会共催                   |
| 2008年 | 6月6日 - 8日   | 国際補綴歯科学会名古屋2008 （社団法人日本補綴歯科学会第117回学術大会） | 田中貴信   | 名古屋国際会議場                      |                                                                     | 約2,800名 | 第1回日本・中国・韓国補綴歯科学会学術大会共催 |
| 2009年 | 6月5日 - 7日   | 社団法人日本補綴歯科学会第118回学術大会                                | 矢谷博文   | 京都国際会館                          |                                                                     | 約2,400名 | [ 6 ]                                         |
| 2010年 | 6月19日 - 21日 | 社団法人日本補綴歯科学会第119回学術大会・総会                          | 志賀博     | 東京ビッグサイト                      | 咬合・咀嚼が創る健康長寿                                            | 約2,300名 | [ 7 ] [ 8 ]                                   |
| 2011年 | 5月20日 - 22日 | 社団法人日本補綴歯科学会第120回記念学術大会                            | 赤川安正   | 広島国際会議場                        | 咬合・咀嚼が創る健康長寿 －補綴歯科が発信するライフイノベーション－ |           | [ 9 ]                                         |
| 2012年 | 5月25日 - 27日 | 社団法人日本補綴歯科学会第121回学術大会                                | 櫻井薫     | 神奈川県民ホール 産業貿易センタービル | 臨床イノベーションに貢献する補綴歯科 ―活かせる知識と技術を―         | 2,686名   | [ 11 ] [ 12 ]                                 |
| 2013年 | 5月18日 - 19日 | 社団法人日本補綴歯科学会創立80周年記念第122回学術大会                  | 佐藤博信   | 福岡国際会議場                        | 臨床イノベーションに貢献する補綴歯科 －新たなステージに向かって－   |           | [ 13 ]                                        |
| 2014年 | 5月24日 - 25日 | 公益社団法人日本補綴歯科学会第123回学術大会                            | 佐々木啓一 | 仙台国際センター                      | 補綴歯科から発信する医療イノベーション                              |           | [ 14 ]                                        |
| 2015年 | 5月30日 - 31日 | 公益社団法人日本補綴歯科学会第124回学術大会                            | 大川周治   | 大宮ソニックシティ                    | 補綴歯科から発信する医療イノベーション －豊かな食生活のために－     |           | [ 15 ]                                        |

## 加盟団体
- 日本歯科医学会
- 日本歯学系学会協議会
- 歯学系学会社会保険委員会連合

## 関連学会
- 日本矯正歯科学会／日本歯科理工学会／日本歯科放射線学会／日本小児歯科学会／日本歯周病学会
- 日本歯科麻酔学会／日本障害者歯科学会／日本口腔インプラント学会／日本接着歯学会／日本老年歯科医学会
- 日本歯科審美学会／日本歯科東洋医学会
- 日本咀嚼学会／日本歯科人間ドック学会／口腔病学会

## 関連事項
- 歯学／歯科
- 歯科補綴学
- 学会の一覧／研究会